# Kemerhisar, Niğde
Kemerhisar là một xã thuộc huyện Bor, tỉnh Niğde, Thổ Nhĩ Kỳ. Dân số thời điểm năm 2011 là 5348 người.